# Mikołaj Radziwiłłowicz
Mikołaj Radziwiłłowicz „Stary” (lit. Mikalojus Radvilaitis) herbu Trąby, znany także jako Mikołaj I Radziwiłł (ur. ok. 1440, zm. 16 lipca 1509) – kanclerz wielki litewski i wojewoda wileński od 1492 roku, kasztelan trocki od 1488 roku, namiestnik bielski i smoleński. Był senatorem I RP oraz starostą nowogródzkim.

## Biografia

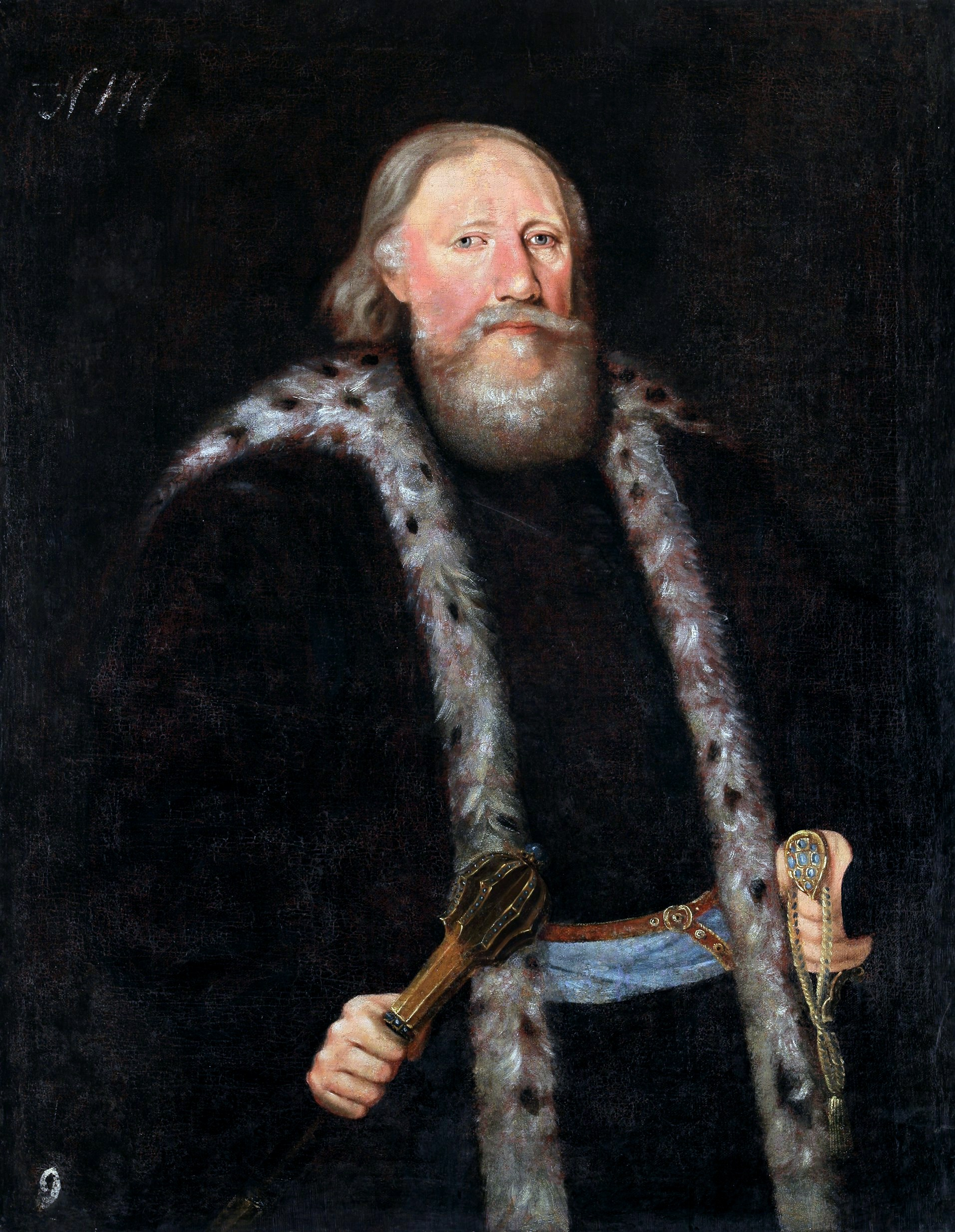
Portret Mikołaja Radziwiłłowicza nieznanego autorstwa, znajdujący się w Narodowym Muzeum Sztuki Republiki Białorusi

W towarzystwie samego Kazimierza Jagiellończyka i jego synów, Mikołaj piął się w hierarchii urzędniczej Wielkiego Księstwa Litewskiego – od urzędu namiestnika smoleńskiego przez kasztelanię trocką aż po funkcję kanclerza wielkiego litewskiego. To właśnie Mikołajowi Radziwiłłowiczowi następne pokolenia Radziwiłłów zawdzięczają położenie podwalin pod przyszłą potęgę rodu. Dzięki królewskim nadaniom i innym nabytkom terytorialnym Mikołajowi udało się zgromadzić dobra, które w przyszłości stały się rdzeniem radziwiłłowskiego latyfundium, m.in. Kiejdany i Birże. Nie bez znaczenia dla przetrwania rodu kluczową rolę odegrało pozostawienie przez trzykrotnie żonatego Mikołaja Radziwiłłowicza - pięciorga dzieci, w tym czterech synów, z czego Jan, Jerzy i Mikołaj zapoczątkowali trzy oddzielne linie rodu.
- Linia na Goniądzu i Medelach – wywodząca się od Mikołaja II Radziwiłła[4].
- Linia na Nieświeżu, Klecku i Ołyce – wywodząca się od Jana I Mikołaja Radziwiłła[4].
- Linia na Birżach i Dubinkach – wywodząca się od Jerzego I Radziwiłła[4].

Jednak największą karierę zrobiła jego córka Anna I Radziwiłł. Wyznacznikiem potęgi domu Radziwiłłowskiego było jej wydanie za księcia mazowieckiego Konrada III Rudego. O to małżeństwo zabiegał sam książę Konrad, który potrzebował finansowego i politycznego wsparcia w konflikcie z Jagiellonami o utrzymanie suwerenności Mazowsza. Z kolei dla rodu Radziwiłłów była to szansa na związanie się z domem panującym. Po śmierci męża w 1503 r. aż do swojej śmierci skutecznie broniła suwerenności krainy Mazowsza przed Jagiellonami.
Podjął udane kroki w stosunku do króla Aleksandra Jagiellończyka w celu nominowania swojego syna Wojciecha na duchownego do jednej z diecezji w państwie. Decyzję władcy poparł papież Aleksander VI. W latach 1508–1519 Wojciech był już biskupem wileńskim.
Dzięki wszystkim tym zabiegom Radziwiłłowie stali się jednym z najpotężniejszych ówcześnie żyjących rodów, mających wpływy w większość poważnych struktur państwa.
24 lipca 1499 roku podpisał w Wilnie akt odnawiający unię polsko-litewską.
Mikołaj Radziwiłłowicz przyjął na stałe nazwisko Radziwiłł. Zmarł 16 lipca 1509 roku.

## Życie prywatne
Był synem Radziwiłła Ościkowicza, miał siostrę z innego małżeństwa swego ojca. Około roku 1460 wziął ślub z Zofią Anną Moniwidówną, miał z nią piątkę dzieci, Wojciecha, Jerzego, Jana, Mikołaja i córkę Annę – która została żoną księcia mazowieckiego Konrada III Rudego. Był jeszcze dwukrotnie żonaty, z Zofią Zasławską h. Ostrogski i Fedorą Zofią Rohatyńską najprawdopodobniej herbu Biberstein.